# Bisphenol A
Bisphenol A (BPA) ist eine chemische Verbindung aus der Gruppe der Diphenylmethan-Derivate und eines der Bisphenole. Es wird synthetisch hergestellt und ist Bestandteil vieler Produkte des täglichen Gebrauchs wie Plastikflaschen, Plastikspielzeug, Thermopapier, der Auskleidung von Konservendosen, Bodenbeschichtungen aus Epoxidharz uvm.
Endokrinologische Fachgesellschaften und die WHO kategorisieren BPA als endokrinen Disruptor, also einen Stoff mit hormonähnlicher Wirkung, und sehen es als erwiesen an, dass BPA beim Menschen bereits in kleinsten Mengen zur Entstehung von Krankheiten wie Diabetes mellitus, Adipositas,  Störungen der Schilddrüsenfunktion, Entwicklungsstörungen (insbesondere bei Kindern) und Unfruchtbarkeit beiträgt. Die ECHA (European Chemicals Agency) hat Bisphenol A 2017 als „besonders besorgniserregenden Stoff“ eingestuft.

## Geschichte
1891 synthetisierte der russische Chemiker Alexander Dianin, der u. a. in Jena studiert hatte, erstmals Bisphenol A. Theodor Zincke, Professor an der Universität Marburg, publizierte diese Synthese 1905.
Die britischen Biochemiker Edward Charles Dodds und Wilfrid Lawson suchten 1936 nach Stoffen mit der Wirkung des Östrogens, weil dessen Gewinnung aus dem Urin trächtiger Stuten zu teuer war. Sie behandelten Ratten, denen die Eierstöcke entfernt worden waren, mit verschiedenen Chemikalien, und identifizierten Bisphenol A als Substanz mit schwacher östrogener Wirkung. Sie entdeckten jedoch bald darauf weit wirkungsvollere synthetische Östrogene, sodass Bisphenol A nicht weiter zur Hormontherapie genutzt wurde.

## Darstellung
Bisphenol A wird aus zwei Äquivalenten Phenol und einem Äquivalent Aceton dargestellt. Chlorwasserstoff (HCl) oder Polystyrolsulfonat dienen als Katalysatoren. Um eine möglichst hohe Ausbeute zu erhalten, wird mit einem Überschuss an Phenol gearbeitet:
Durch analoge Synthesen sind auch die anderen Vertreter der Stoffgruppe der Bisphenole zugänglich, die neben der Bezeichnung Bisphenol einen Buchstaben oder eine Buchstabenkombination zur näheren Charakterisierung tragen. Das A des Bisphenol A steht für Aceton.

## Verwendung
BPA dient vor allem als Ausgangsstoff zur Synthese polymerer Kunststoffe auf der Basis von Polyestern, Polysulfonen, Polyetherketonen, Polycarbonaten und Epoxidharzen. BPA hat daher eine sehr große wirtschaftliche und technische Bedeutung. Ferner wird BPA als Antioxidans in Weichmachern und zum Verhindern der Polymerisation in Polyvinylchlorid (PVC) verwendet.
BPA wird als Farbentwickler bei der Beschichtung von Thermopapieren wie Kassenbon-Rollen usw. eingesetzt. Als schwache Lewis-Säure reagiert die Verbindung bei Wärme mit der Leukoform eines Farbstoffs (beispielsweise Kristallviolettlacton), der sich dadurch in die gefärbte Form umsetzt.
Darüber hinaus ist BPA z. B. im Kunststoff von Trinkflaschen oder Lebensmittelboxen sowie in der Innenbeschichtung von Konservendosen oder den Dichtungsflächen von „Twist-Off“-Deckeln enthalten. Laut „Bund für Umwelt und Naturschutz Deutschland“ (BUND) werden weltweit pro Jahr sechs Millionen Tonnen BPA hergestellt, davon knapp eine halbe Million in Deutschland.
Aufgrund der gesundheitlichen Gefahren werden in der wissenschaftlichen Literatur verschiedene Varianten zum Ersatz von Bisphenol A in Polymeren (Polycarbonaten, Polyestern, Epoxiden und Polyimiden) diskutiert, darunter 2,2,4,4-Tetramethyl-1,3-cyclobutandiol und Isosorbid. Anfang 2018 haben einige Anbieter bei Kassenbons auf Bisphenol-A-freie Alternativen umgestellt, darunter Aldi, Edeka, die dm-Drogeriemärkte sowie alle Unternehmen der Rewe Group. Seit 2020 ist der Einsatz in Thermopapier (z. B. für Kassenbons) in der EU verboten.

## Hersteller
Neben den US-Firmen Dow Chemical und Hexion Inc. (früher: Momentive Performance Materials) gehören das taiwanische Unternehmen Nan Ya Plastics (Teil der Formosa Plastics Group) sowie Ineos Phenol zu den weltweit größten Herstellern. Weitere Hersteller sind General Electric (GE) sowie Sunoco (Bayer AG, seit August 2015 Covestro).

## Analytik
Zur qualitativen und quantitativen Bestimmung von Bisphenol A kann nach angemessener Probenvorbereitung, z. B. durch Festphasenextraktion, die Kopplung der Gaschromatographie oder der HPLC mit der Massenspektrometrie eingesetzt werden. Das Verfahren wurde auch zur Untersuchung von Muttermilch und Kinderurin verwendet.

## Vorkommen und Freisetzung
Aus Bisphenol A enthaltenden Kunststoffen, insbesondere aus Polycarbonat, Vinylesterharz und Epoxidharz, werden zahlreiche Gegenstände des täglichen Gebrauchs mit direktem Kontakt zu Lebensmitteln und Getränken hergestellt. Aus Epoxidharzen werden Beschichtungen für metallische Behälter ebenfalls für Lebensmittel wie Konservendosen und für Getränkebehälter und Wasserkocher hergestellt. Außerdem verwendet man Epoxidharze für Lacke, Farben, Klebstoffe, Innenbeschichtungen zur Sanierung von Trink- und Abwasserbehältern und -rohren (siehe Rohrinnensanierung) und zur Herstellung von Schwimmbecken-Fertigpools und Weinlagerungs-Großtanks und anderem mehr. Das ist von gesundheitlicher Relevanz, da zwar die polymeren Endprodukte selbst biologisch weitgehend inert sind, aus ihnen allerdings der Ausgangsstoff BPA unter Umständen wieder freigesetzt wird und dann gesundheitliche Schäden verursachen kann.
Wärme oder Aufheizen, Säuren und Laugen begünstigen das Freisetzen von Bisphenol A aus dem Polymer. Kochendes Wasser beschleunigt die Rate auf das 55-fache. Die Freisetzung kann auch bei zu warmer Lagerung von in Polycarbonat-Flaschen abgefülltem Trinkwasser in heißen Gegenden, bei der Speisenzubereitung in Behältern aus Polycarbonat und nachfolgendem heißem Abwaschen erfolgen. Trübwerden des ansonsten klaren Materials (ohne Kratzer) ist ein Indiz der Extraktion von Inhaltsstoffen. Geschirr aus Polycarbonat, auch Mixbecher von Standmixern sollen deshalb nicht in Geschirrspülmaschinen gewaschen werden, da bei Herauslösen von Bisphenolen das gesamte Spülwasser und damit verbunden das gesamte sonstige zu reinigende Geschirr (nach Benetzung und nachfolgendem Auftrocknen) damit verunreinigt wird. Behälter aus Polycarbonat sollen, um die Bisphenol-A-Belastung der Speisen zu verringern, kurz vor der Verwendung extra noch einmal kalt gespült werden.
Bestimmte im zahnmedizinischen Bereich eingesetzte Füll- und Versiegelungsmassen (zahntechnische Komposite) können während oder in der Folge von zahnärztlicher Behandlung BPA freisetzen.
Auch einige Arten von Thermopapier enthalten BPA in der Beschichtung, wodurch es in den Papierkreislauf gelangt. Über dieses Thermopapier gelangt der Stoff auch direkt über die Haut ins Blut. Eine deutlich erhöhte Belastung von Kassiererinnen in Supermärkten wurde nachgewiesen. Von 124 zwischen September 2013 und Januar 2014 in der Schweiz untersuchten Thermopapieren wurde BPA in 100, Bisphenol S in 4 Proben nachgewiesen. 2014 publizierte die US Environmental Protection Agency einen Bericht mit Bewertungen zu 19 verschiedenen Alternativsubstanzen für die Thermopapierherstellung. Hierbei konnte keine Substanz als eindeutig sicherer identifiziert werden, vor allem, weil meist keine ausreichenden toxikologischen Daten verfügbar sind und aufgrund struktureller Ähnlichkeiten zumindest Zweifel an der Unbedenklichkeit bestehen.
Inzwischen sind auch gänzlich Bisphenol-freie Thermopapiere verfügbar.
Polyolefine wie z. B. Polypropylen und Polyethylen, die zu den am häufigsten verwendeten Kunststoffen für Lebensmittelverpackungen und Einkaufstüten zählen, enthalten kein Bisphenol A.

## Studien zu gesundheitlichen Gefahren
Das deutsche Umweltbundesamt (UBA) führte 2010 an, dass die EU-Mitgliedstaaten laut Altstoffverordnung (EWG) Nr. 793/93 zu der Einschätzung gelangten, dass bei sachgemäßer Verwendung von Produkten auf Bisphenol-A-Basis für Verbraucherinnen und Verbraucher kein Anlass zur Sorge bestehe. Auch die europäische Lebensmittelbehörde EFSA kam zu diesem Schluss. Einige EU-Länder erließen jedoch vorsorglich weitergehende Maßnahmen für bestimmte Produkte. Das UBA meinte gleichwohl, es gebe ein „ausreichendes Besorgnispotenzial“, und empfahl, vorsorgend tätig zu werden und „die Verwendung einiger Produkte, die Bisphenol A enthalten, zu beschränken“.

### Fruchtbarkeitsprobleme

#### Frauen
Eine kanadische Studie, veröffentlicht im April 2015, berichtet über keinen Zusammenhang zwischen verminderter Fruchtbarkeit (längere Zeit bis zur Schwangerschaft) und dem Bisphenol-A-Gehalt im Urin von Frauen.

#### Männer
Eine Studie der University of Michigan (veröffentlicht 2010) an 190 Männern mit Fruchtbarkeitsproblemen ergab keinen statistisch signifikanten Zusammenhang, eine statistische Modellierung deutet auf einen möglichen Zusammenhang hin, der weitere Studien zur Bestätigung erfordert:
- In 89 Prozent der Urinproben wurde BPA gefunden.
- Bei Männern, die über hohe BPA-Konzentrationen verfügten, konnte man unter anderem eine 23 Prozent geringere Samenkonzentration sowie rund 10 Prozent mehr DNA-Schäden feststellen. Die Werte der Probanden, bei denen nur geringe oder keine BPA-Spuren vorhanden waren, waren deutlich besser.

Nach Auswertungen des Umweltbundesamtes sowie der NGO CHEM Trust deuten neue Studien auf einen Zusammenhang zwischen Diabetes, Herz-Kreislaufproblemen, fehlender Libido oder auch Adipositas und einem erhöhten BPA-Spiegel im Blut hin.
US-Forscher ermittelten eine Steigerung der BPA-Konzentration auf 20,8 Mikrogramm pro Liter im Urin von Testpersonen durch den Konsum von Konservendosen-Suppen, gegenüber der Vergleichsgruppe mit 1,1 Mikrogramm pro Liter. Demnach diffundiert BPA aus der Innenbeschichtung der Dosen in die Nahrung, wird von den Konsumenten verzehrt und aufgenommen und dann über den Urin ausgeschieden.
Bisphenol A ist im Experiment und unter ungünstigen Umweltbedingungen bei Tieren einschließlich Säugetieren ein Xenoestrogen mit estrogenartiger Wirkung (siehe Endokrine Disruptoren). So stört es nicht nur die Sexualentwicklung, sondern auch die Gehirnentwicklung bei Mäusen und Vögeln. Männliche Hirschmäuse zeigen nach Behandlung mit Bisphenol A weibliche Verhaltensweisen und werden von weiblichen Artgenossen gemieden.
Eine Studie an Fabrikarbeitern, die Bisphenol A regelmäßig ausgesetzt sind, verknüpft die Substanz mit Störungen der männlichen Sexualfunktion.
Ein von der WHO einberufenes Expertengremium kam im November 2010 zu dem Schluss, dass in Studien zur Reproduktionstoxizität ein Effekt durch Bisphenol A erst ab einer hohen Dosis auftritt. Unter anderem gemäß Studien zur Neuroentwicklung treten Gefährdungen hingegen bereits ab der von Menschen konsumierten Menge auf. Aufgrund der Unsicherheit bei den Forschungsergebnissen empfahl das Gremium weitere Forschungen zur Gesundheitsgefährdung.

### Andere Effekte auf die Gesundheit
Eine wissenschaftliche Auswertung von 2010 stellte fest, dass BPA nicht erbgutschädigend ist.
Einer Studie der Universitätsklinik Bonn vom Dezember 2012 folgend kann BPA den Hormonhaushalt beeinflussen sowie Enzyme und Transportproteine in ihrer Funktion beeinträchtigen. Experimente an Gewebeproben von Mäusen und Menschen ergaben, dass BPA für die Zellfunktion wichtige Calcium-Kanäle in der Zellmembran reversibel blockiert.
Bisphenol A stört die Funktion von Proteinen, die entscheidend für Wachstumsprozesse in Zellen sind, und fördert so GTPase-vermittelte Tumoren. Kleine GTPasen sind Enzyme, die in zwei Zuständen in Zellen vorliegen. In aktiver Form ist das Molekül GTP gebunden, in der inaktiven Form die energieärmere GTP-Form GDP. Diese Schalterproteine dienen der Signalfortleitung in Zellen. Bisphenol A bindet an die GTPasen K-Ras und H-Ras und stört den Austausch von GDP gegen GTP.
Bisphenol A steht auch im Verdacht, die Molaren-Inzisiven-Hypomineralisation zu verursachen.

## Behördliche Regulierung

### Australien, Neuseeland
Die Lebensmittelsicherheitsbehörde von Australien und Neuseeland (FSANZ) bestätigte im März 2009 die Bewertungen der amerikanischen Food and Drug Administration (FDA) und der Europäischen Behörde für Lebensmittelsicherheit (EFSA) zu BPA in Bezug auf Kleinkinder, betonte aber, der Schritt einiger Hersteller, BPA nicht mehr in Babyflaschen zu verwenden, sei eine freiwillige Entscheidung, nicht eine Reaktion auf gesetzgeberische Vorgaben.

### Europäische Union
2023 senkte die EFSA den „sicheren Grenzwert“ (TDI) um den Faktor 20.000 auf 0,2 Nanogramm pro Kilogramm Körpergewicht und Tag (im Vergleich zum vorläufigen TDI von 2015, der bereits um den Faktor 12,5 niedriger lag als der davor geltende Grenzwert von 50 Mikrogramm pro Kilogramm). Die EFSA sieht in dem Stoff ein Gesundheitsrisiko. Mit Stand 2023 sind die meisten Menschen einer Exposition ausgesetzt, welche die Grenzwerte überschreitet.
Der Einstufungsvorschlag Frankreichs wurde Anfang 2017 von der Europäischen Kommission umgesetzt. Demnach wird Bisphenol A ab 1. März 2018 als reproduktionstoxisch Kategorie 1B eingestuft. Die Kennzeichnung als reproduktionstoxisch Kategorie 1B darf schon vor dem 1. März 2018 verwendet werden. Als reproduktionstoxischer Stoff wurde Bisphenol A im Januar 2017 von den Gremien der Europäischen Chemikalienagentur (ECHA) als besonders besorgniserregend eingestuft und damit auf die Kandidatenliste für eine mögliche Zulassungspflicht gesetzt. Inzwischen wurde der Eintrag für Bisphenol A erweitert: zusätzlich zu den reproduktionstoxischen Eigenschaften wurden auch die endokrin schädigenden Eigenschaften der Substanz als besonders besorgniserregend benannt; ab 2020 ist die Verwendung von BPA für die Beschichtung von Thermopapieren (Kassenbon-, Faxpapier-Rollen usw.) verboten.
Am 21. Januar 2015 wurde die Neubewertung von Bisphenol A von der EFSA vorgestellt. Die EFSA stellte fest, dass BPA bei der derzeitigen Verbraucherexposition für keine Altersgruppe ein Gesundheitsrisiko darstelle (einschließlich ungeborener Kinder, Kleinkinder und Jugendlicher). Die Exposition über die Ernährung bzw. eine Kombination verschiedener Quellen (Ernährung, Staub, Kosmetika und Thermopapier) liege deutlich unterhalb der sicheren Obergrenze. Zudem wurde die tolerierbare tägliche Aufnahmemenge (TDI) von 50 Mikrogramm pro Kilogramm Körpergewicht pro Tag (µg/kg KG/Tag) auf 4 µg/kg KG/Tag gesenkt. Der TDI wird als vorläufig betrachtet, da noch die Ergebnisse einer US-amerikanischen Langzeitstudie berücksichtigt werden sollen.
Das Scientific Committee on Emerging and Newly Identified Health Risks (SCENIHR) bewertete im Auftrag der EU-Kommission die Verwendung von Bisphenol A in Medizinprodukten. Nach einer öffentlichen Konsultation wurde die überarbeitete Stellungnahme am 18. Februar 2015 verabschiedet. Demnach bestehen keine Gesundheitsrisiken für die mögliche Freisetzung von BPA aus Dentalmaterialen, während Gesundheitsrisiken für Neugeborene auf Intensivstationen sowie Dialysepatienten für möglich gehalten werden. Daher empfiehlt der SCENIHR dort den Ersatz durch Materialien, die kein BPA freisetzen.
Bisphenol A wurde 2012 von der EU gemäß der Verordnung (EG) Nr. 1907/2006 (REACH) im Rahmen der Stoffbewertung in den fortlaufenden Aktionsplan der Gemeinschaft (CoRAP) aufgenommen. Hierbei werden die Auswirkungen des Stoffs auf die menschliche Gesundheit bzw. die Umwelt neu bewertet und ggf. Folgemaßnahmen eingeleitet. Ursächlich für die Aufnahme von Bisphenol A waren die Besorgnisse bezüglich Verbraucherverwendung, hoher (aggregierter) Tonnage und weit verbreiteter Verwendung sowie als potentieller endokriner Disruptor. Die Neubewertung fand ab 2012 statt und wurde von Deutschland durchgeführt. Als Zwischenergebnis der Stoffbewertung veröffentlichte die ECHA im April 2014 Informationsnachforderungen der deutschen Bewertungsbehörden. Neben einer dermalen Absorptionsstudie wurden umfangreiche Informationen zu Emissionswegen in die Umwelt verlangt. Die Registranten mussten diese Informationen und Ergebnisse bis zum 20. Dezember 2015 bei der ECHA einreichen. Im Mai 2017 wurde die Stoffbewertung abgeschlossen. Wesentliche Schlussfolgerungen des Abschlussdokuments sind folgende Feststellungen: Die Verwendung von Bisphenol A im Thermopapier ist nicht sicher für den Verbraucher. Weiterhin ist die Verwendung von Gegenständen aus PVC und großen Gegenständen aus Polycarbonat nicht sicher für den Verbraucher.
Seit dem 1. März 2011 ist die Produktion und seit dem 1. Juni 2011 der Verkauf von Babyflaschen aus Polycarbonat, die BPA enthalten, in der EU verboten. Die Hersteller hatten Säuglingsflaschen, die BPA enthalten, bereits freiwillig vom Markt genommen. Die seither verwendeten Ersatzstoffe Bisphenol S, Bisphenol F und Bisphenol HPF haben laut des Ausschusses für Risikobewertung (RAC) der Europäischen Chemikalienagentur (ECHA) jedoch die gleichen gesundheitsschädigenden Nebenwirkungen wie BPA.
Im Dezember 2024 hat die EU-Kommission ein Verbot von Bisphenol A in Lebensmittelkontaktmaterialien beschlossen. Nach einer Übergangsfrist bis 20. Juli 2026 darf BPA nicht mehr in Verpackungen und Konsumgütern verwendet werden, die mit Lebensmitteln in Berührung kommen.

#### Deutschland
Zum 1. März 2011 hat das Bundesministerium für Ernährung, Landwirtschaft und Verbraucherschutz (BMEL) den Stoff im Zusammenhang mit Babyflaschen verboten, der Abverkauf bereits hergestellter Fläschchen mit diesem Stoff war bis Ende Mai 2011 gestattet.

#### Frankreich
Im Frühjahr 2010 wurde in Frankreich Bisphenol in Babytrinkflaschen verboten. Im September 2011 veröffentlichte die ANSES eine Bewertung von Bisphenol A und einen Aufruf, weitere Informationen zu Bisphenol A einzureichen. Im Herbst 2012 hatte ANSES ein Einstufungsdossier bei der europäischen Chemikalienagentur ECHA eingereicht, um damit eine Einstufung als reproduktionstoxisch Kategorie 1(A oder B) zu erreichen. Das RAC ist dem Einstufungsvorschlag gefolgt und hat eine Einstufung als reproduktionstoxisch Kategorie 1B vorgeschlagen (siehe oben, EU).
Ab 2013 galt in Frankreich bereits ein Verbot von BPA in Lebensmittelverpackungen, zunächst für Artikel für Kleinkinder unter 3 Jahren. Ab 1. Januar 2015 gilt das Verbot für jegliche Verpackungen von Nahrungsmitteln überhaupt. Frankreich hat im Jahr 2014 bei der ECHA ein Restriktionsdossier für Bisphenol A in Thermopapier eingereicht.
Le Monde stellte fest, in Sachen Bisphenol A sei folgende „Kluft überdeutlich“: zwischen den Forschungsresultaten einerseits und dem Verhalten der großen Aufsichtsbehörden wie EFSA in Europa und FDA in den USA andererseits. Zwischen 1996 und 2014 seien mehrere tausend wissenschaftliche Arbeiten zur BPA erschienen, die meisten von ihnen würden Verbindungen zwischen der Chemikalie und einer Vielzahl von Krankheiten – Diabetes Typ 2, Übergewicht, Unfruchtbarkeit, Prostatakrebs u. a. – feststellen oder bestätigen. Aber die genannten Aufsichtsbehörden würden sich bislang gegen diese vorherrschende wissenschaftliche Meinung sperren, Frankreich sei hier ein echtes Vorbild (Avant-garde), meint die Zeitung. Die unterschiedlichen Sichtweisen von ANSES und der EFSA wurden auf einem Treffen am 3. Dezember 2014 diskutiert und dokumentiert.

#### Niederlande
Auf Antrag des niederländischen Gesundheitsministeriums hatte die EFSA eine Arbeitsgruppe eingerichtet, die die möglichen Auswirkungen von Bisphenol A auf das Immunsystem bewertet hat. Die Erkenntnisse wurden als zu begrenzt bewertet, um Rückschlüsse auf die Gesundheit des Menschen zu ziehen.

#### Österreich
2004 wies eine Studie des Wiener Umweltbundesamtes bis zu 8,8 mg/kg BPA im Hausstaub nach.
Mit einer Verordnung des Bundesministeriums für Gesundheit vom 6. Oktober 2011 wurde die Produktion von Schnullern mit Bisphenol A verboten.

### Japan
Aufgrund von Bedenken der Konsumenten wurden die Beschichtungen von Konservendosen von Epoxid-Harz weitgehend auf PET-Folien umgestellt.

### Kanada
Im April 2008 hatte Kanada als erstes Land BPA offiziell als gesundheitsschädlich (hazardous to human health) eingestuft und die Verwendung von BPA für Babyflaschen verboten. Durch behördliche Untersuchungen wurde 2009 aufgedeckt, dass BPA-haltige Produkte als BPA-frei deklariert wurden.

### Schweiz
Im Februar 2009 hatte das Schweizer Bundesamt für Gesundheit (BAG) die wissenschaftlichen Berichte verschiedener Lebensmittelsicherheitsbehörden ausgewertet und als Ergebnis zusammengefasst, „dass die Einnahme von Bisphenol A durch Lebensmittel kein Risiko für den Konsumenten darstellt. Dies gilt auch für Neugeborene und Säuglinge.“ Die Behörde argumentierte zu Gunsten von BPA: „Ein Verbot von BPA würde unweigerlich dazu führen, dass die Hersteller von Verpackungen und Bedarfsgegenständen (Produkte für den Lebensmittelkontakt) auf andere Stoffe ausweichen müssten, deren Toxizität weniger gut bekannt ist. Das würde bedeuten, dass ein gut charakterisiertes Risiko durch ein deutlich schlechter einschätzbares Risiko ersetzt würde.“ In der Schweiz gilt seit dem 16. Dezember 2020 ein Verwendungsverbot für Thermopapier. Als Alternative wurde etwa Bisphenol B verwendet.

### Vereinigte Staaten von Amerika
Anders als in früheren Jahren mehren sich hier seit 2008 warnende Stimmen seitens der Behörden und öffentlichen Forschungseinrichtungen: Das amerikanische „National Toxicology Program“ (NTP) des „National Institute of Environmental Health Sciences“ (NIH-HHS) äußerte in einer Zusammenfassung von September 2008 einige Bedenken (some concern) wegen der Effekte von BPA auf das Gehirn, auf das Verhalten und die Prostata in Föten, Säuglingen und Kindern unter derzeit üblichen Umwelt-Konzentrationen. Auf regionaler Ebene wurde die Konsequenz gezogen und 2009 BPA in Kinderprodukten verboten, so in Chicago und in Suffolk County, N.Y. Im Januar 2010 gab auch die US-amerikanische FDA bekannt, neuere behördliche Untersuchungen hätten einige Bedenken (some concern) hinsichtlich der Auswirkung von BPA in derzeitigen Produkten auf verschiedene menschliche Organe erbracht. Bis zum Vorliegen weiterer Ergebnisse empfehle die FDA die Aufnahme von BPA über die Nahrung zu verringern, unterstütze die Hersteller bei der Umstellung auf BPA-freie Flaschen und befürworte konkretere behördliche Kontrollen. Die sechs größten Hersteller der USA hatten bereits im März 2009 angekündigt, den Verkauf von BPA-haltigen Babyfläschchen einzustellen, und damit begonnen, die Produktion entsprechend umzustellen.
Die FDA hat in Zusammenarbeit mit dem NTP und NIEHS mehrere Studien initiiert, die Auskunft zu den möglichen Gesundheitsgefahren von Bisphenol A geben sollen.
Im November 2014 hat die FDA in einer Aktualisierung der Bewertung von Bisphenol A festgestellt, dass die derzeit zugelassenen Verwendungen von BPA in Lebensmittelverpackungen sicher seien.
2022 wurde eine Petition eingereicht, die amerikanischen Standards den europäischen anzugleichen.

### Volksrepublik China
Daten zur Situation in der Volksrepublik China wurden 2012 veröffentlicht.

## Filme
Mehrere Dokumentarfilme hatten unter anderem BPA zum Thema und stellten es als gesundheitsschädlich dar:
- Inge Altemeier, Reinhard Hornung: Hauptsache haltbar[96]
- Marie Monique Robin: Unser täglich Gift[97]
- Werner Boote: Plastic Planet[98]
- Arte-Dokumentation: Forschung, Fake und faule Tricks[99]

### Deutschsprachig
- Wissenschaftliches Gutachten zu Bisphenol A (2015) EFSA: deutsche Zusammenfassung
- Fragen und Antworten zu Bisphenol A in verbrauchernahen Produkten BfR, Stand 21. April 2023
- Bisphenol A im Trinkwasser Untersuchungsämter BW, 2023
- Presse-Information des Umweltbundesamtes: Bisphenol A – Massenchemikalie mit unerwünschten Nebenwirkungen Umweltbundesamt 9. Juni 2010 (PDF, 18 Seiten)
- Phthalat- und Bisphenol A-Belastung in Österreich – Ergebnisse einer Human-Biomonitoring-Studie; Umweltbundesamt Wien; 2015; (PDF-Datei)
- Babyschnuller sind Bisphenol-A-belastet. Hormonell wirksame Chemikalien in Kinderartikeln und lebensmittelnahen Anwendungen gehören verboten. Meldung beim BUND vom 1. Oktober 2009
- Hanno Charisius: Bisphenol A: Krach um die Nuckelflaschen. Meldung der Süddeutschen Zeitung vom 5. August 2008
- Walter Willems: Bisphenol A: „Guerillakrieg“ um einen Plastikgrundstoff, Meldung der Süddeutschen Zeitung vom 3. November 2007

### Englischsprachig
- Scientific Opinion on the risks to public health related to the presence of bisphenol A in foodstuffs EFSA, Webseite verweist auf die executive summary sowie die vollständigen Berichte zur Exposition und Toxikologie, veröffentlicht am 21. Januar 2015
- Informationen zu Bisphenol A vom europäischen Kunststoffhersteller-Verband (aktuell aus dem Jahr 2013)
- Stellungnahme der französischen Behörde ANSES zu Bisphenol A und Alternativen (PDF; 152 kB), vom 25. März 2013
- Joint FAO/WHO Expert Meeting to Review Toxicological and Health Aspects of Bisphenol A (PDF; 928 kB) Summary Report vom November 2010
- Hinweis auf die Verwendung von Bisphenol A in der Beschichtung von Spezialpapieren. ScienceNews vom 7. Oktober 2009
- Rochelle W. Tyl u. a.: Two-Generation Reproductive Toxicity Study of Dietary Bisphenol A (BPA) in CD-1(R) (Swiss) Mice. Toxicological Sciences (2008) 104(2):362–384